# HD 172051
HD 172051 — звезда, которая находится в созвездии Стрельца на расстоянии около 42 св. лет от нас.

## Характеристики
Звезда относится к классу жёлто-оранжевых карликов главной последовательности. Её масса составляет около 93 % массы Солнца, а диаметр и светимость — 86 % и 65 % соответственно. Звезда слабо изучена; в конце 2003 года Европейское космическое агентство объявило её главнейшей целью планируемой миссии системы космических телескопов Darwin.

## Ближайшее окружение звезды
Следующие звёздные системы находятся на расстоянии в пределах 20 св. лет от системы HD 172051:
| Звезда       | Спектральный класс | Расстояние, св. лет |
| ------------ | ------------------ | ------------------- |
| BD−18°4986   | K1-3 V             | 2,2                 |
| G 155-29     | M1 V / ?           | 4,8                 |
| L 489-58     | G0 VI / ?          | 12                  |
| L 1064-69    | G V                | 18                  |
| 58 Змееносца | F5-7 V / ?         | 19                  |